# Kapelle (Zeeland)
Kapelle (uitspraakⓘ) is een dorp op Zuid-Beveland in de Nederlandse provincie Zeeland. Het is de hoofdplaats van de gemeente Kapelle. Op 1 januari 2023 woonden er 9.445 mensen (inclusief Biezelinge).

## Historie

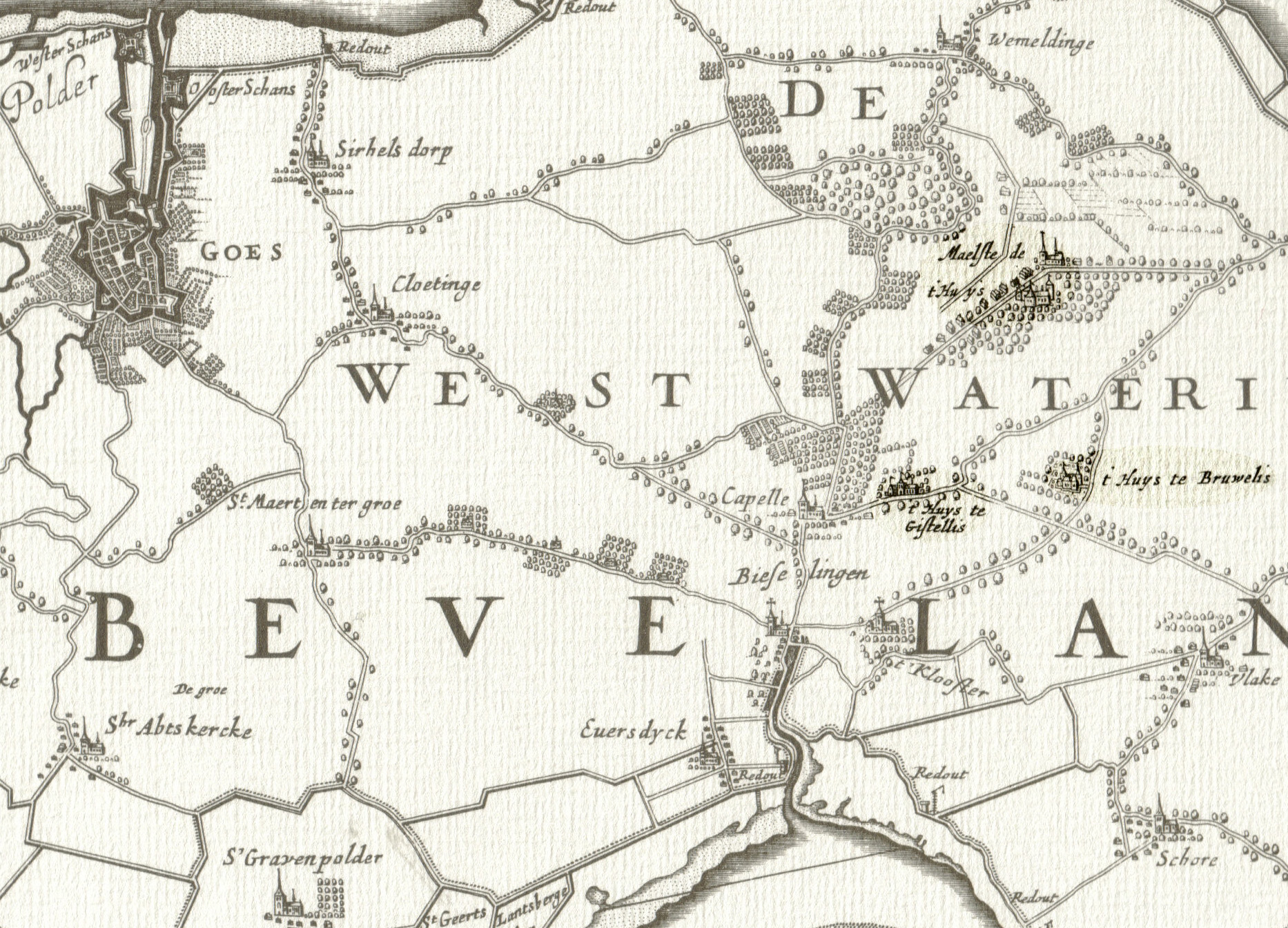
Kastelen rond de kern van Kapelle

De oudste sporen van bewoning dateren uit de Romeinse tijd. Er zijn potscherven gevonden uit de 3e eeuw. Het huidige Kapelle is ontstaan langs de oevers van een grote kreek die in de tiende eeuw door Zuid-Beveland liep. Rond die tijd groeiden diverse kleine nederzettingen, zoals Maalstede en Dijkwel, naar elkaar toe. Dijkwel, gelegen ten zuidwesten van de huidige kern, bestond uit slechts enkele huizen en dankte zijn naam aan een dijkdoorbraak waarbij een weel was ontstaan.
Maalstede is als oudste vestigingsplaats te beschouwen. Daar stond de eerste kapel waaraan het dorp zijn naam dankt. De kapel hoorde bij het kasteel Maalstede, een bezit van de heren van Maalstede. In de dertiende eeuw werd er een nieuwe kapel opgericht op de huidige locatie. Mede onder invloed van de heren van Maalstede transformeerde deze kapel tot een der grootste dorpskerken van Zeeland. De kapel zou zijn naam geven aan het dorp Kapelle.
In de veertiende eeuw kwam er een nieuwe adellijke familie in Kapelle wonen: de heren van Bruelis, zij bouwden het kasteel Bruëlis dat iets dichter bij het huidige kerkplein gelegen was. Andere vermeldenswaardige kastelen waren Gistellis, Poucques, Pronkenburg en het mottekasteel Duivelsberg. Het eilandje van het kasteel Maalstede bestaat nog en de plek waar de funderingen van kasteel Bruelis lagen is behouden. Ook de Duivelsberg is nog terug te vinden als een lichte verhoging van het landschap in de wijk Eliwerve.
Door de totstandkoming van de Postweg in de 18e eeuw kwam Kapelle aan een belangrijke route te liggen. In 1850 werd begonnen met de aanleg van het kanaal door Zuid-Beveland, na negentien jaar werd het geopend. Het vormt de oostelijke grens van de huidige gemeente. De aanleg van de spoorlijn Bergen op Zoom - Vlissingen in 1872 was eveneens van belang.
Door de opkomst van de moderne fruitteelt en de daarmee verbonden bedrijvigheid, veiling en mechanisatiebedrijven, maakte Kapelle een snelle groei door vanaf het begin van de 20e eeuw. Diverse nieuwe wijken en bouwplannen werden uitgevoerd. Eind jaren 30 kwam de nieuwe rijksweg tot stand, waarna begin jaren 70 de vierstrookssnelweg (A58) gereed kwam.

## Wijken
Kapelle bestaat uit een aantal wijken: Centrum, Overtieringe, Eliwerve, Zuidhoek.

## Scholen
In Kapelle zijn zes scholen, waarvan vier voor basisonderwijs ('t Honk, De Linge, Juliana van Stolbergschool en De Moolhoek) en twee voor speciaal (basis)onderwijs (Eben-Haëzerschool en Samuëlschool).
Vrijdag 23 september 2016 opende in Kapelle de brede school geheten 't Saamdeel. De basisscholen De Moolhoek en 't Honk zijn daar ingetrokken, evenals de plaatselijke bibliotheek en kinderopvang Kibeo. Daarnaast is er ruimte gepland voor het Centrum voor Jeugd en Gezin, jeugdgezondheidszorg GGD Zeeland en een fysio- en logopediepraktijk. De Brede School is klimaatneutraal gebouwd en volgens de gemeente Kapelle de op een na energiezuinigste school van het land.

## Franse militaire begraafplaats
Op 16 mei 1940 vonden bij Kapelle felle gevechten plaats tussen Duitse troepen en Franse eenheden, die Nederland te hulp waren geschoten. Een dag later werden 65 gesneuvelde Fransen door de plaatselijke bevolking ter aarde besteld. (60e Divisie Fransen)
Na de Tweede Wereldoorlog werden alle Franse militairen die tijdens deze oorlog in Nederland zijn gesneuveld en die niet naar Frankrijk werden gerepatrieerd hier samengebracht. Op 16 mei 1950 werd de Franse militaire begraafplaats officieel in gebruik genomen. Deze bevindt zich aan de rand van het dorp. Hier liggen 219 Franse militairen, waaronder 20 Marokkaanse en Algerijnse militairen die sneuvelden in Franse dienst en 1 Belgische militair. (Er wordt onderzoek gedaan naar deze aantallen.) De Marokkaanse soldaten zijn overigens niet in Zeeland gesneuveld. De begraafplaats is zo bijzonder omdat het de enige Franse begraafplaats is in heel Nederland.

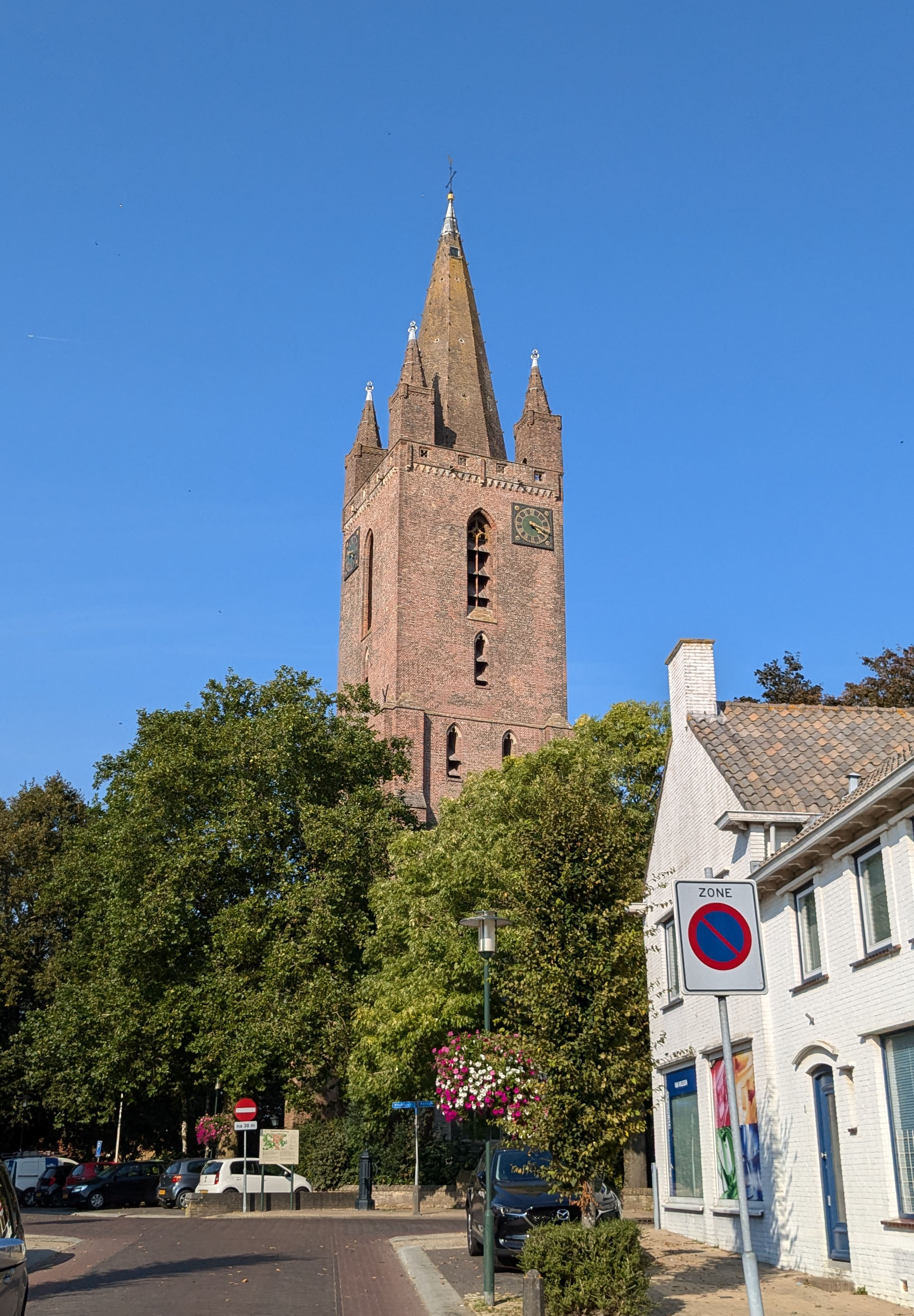
Hervormde kerk

## Hervormde kerk
In het dorp staat een hervormde kerk, waarvan het oudste deel van het koor uit circa 1300 dateert. Voor de reformatie was de kerk gewijd aan de maagd Maria. De sacristie dateert uit omstreeks 1400. Het schip stamt uit 1427 en werd omstreeks 1480 verhoogd. Het noorderkoor dateert uit de 15e eeuw en de grafkapel stamt uit de 16e eeuw. In 1503 werd de kerk tot kapittelkerk verheven. De kerk bezit een kansel uit 1600 en een doophek uit het midden van de 17e eeuw). De kerk heeft een fraaie toren met vier hoektorentjes, gebouwd in de 14e eeuw. De kerk ligt aan het kerkplein. De toren is 65 meter hoog en is daarmee de hoogste toren van Zuid-Beveland.
De hervormde kerk is onder meer uitgerust met een Bätz-Witte-orgel. Dit orgel is in 1866 geïnstalleerd, nadat het gebouwd was in Utrecht en in onderdelen naar Wemeldinge verscheept en verder per paard en wagen naar Kapelle. Het eindbedrag voor dit orgel bedroeg "all-in" € 7365,20, een voor die tijd groot bedrag. Een soortgelijk orgel bevindt zich ook in de Grote Kerk van Naarden en Gorinchem en in de Oude Kerk in Delft. Ferdinand van Zetten was de eerste organist die dit orgel in Kapelle mocht bespelen. Henk G. van Putten was hier van 1988 tot 2018 organist.

## Gereformeerde Gemeente
De snelst groeiende plaatselijke kerk is die van de Gereformeerde Gemeente. In 1982 telde deze gemeente nog slechts 495 leden, maar in 2010 was dit aantal gegroeid tot 1.449 leden. Het in 1995 gebouwde kerkgebouw van de gemeente, de Petrakerk, werd gaandeweg te klein. Het gebouw is in 2011 uitgebreid naar 1.350 zitplaatsen.

## Van der Have

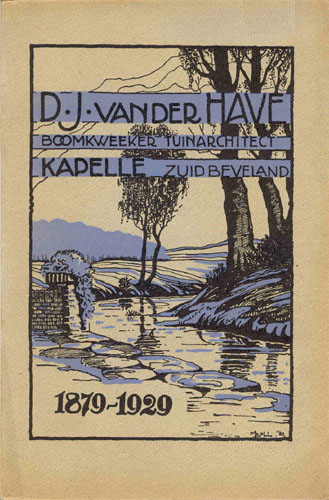
Prijscourant bij het 50-jarig bestaan

Een belangrijke en beeldbepalende factor in het 20ste-eeuwse Kapelle was het bedrijf Van der Have. In 1879 begon de uit Oosterland afkomstige Daniël Johannes van der Have een boomkwekerij. Hij startte aan de Biezelingsestraat, op de plek van het oude landgoed Gistellis. In 1884 werd er een stuk grond gekocht van 2 ha, westelijk van de dorpskern, tussen de Dijkwelsestraat, de Goessestraatweg, de Kitskinderscheweg en het spoor. Op die plaats werd in 1885 begonnen met de bouw van villa Eureka.
De werkzaamheden werden uitgebreid met de zaaizadenhandel (rond 1914) en nadat zijn zoon afstudeerde als plantenveredelaar, een veredelingstak. Ook tuinarchitectuur behoorde tot de bezigheden van de Van der Haves. Vanaf 1918 leverde het bedrijf elektriciteit voor de openbare verlichting. Van der Have was een van de eerste firma's die de vrije zaterdagmiddag invoerde. Ook werd het loon tijdens ziekte doorbetaald. Van der Have groeide uit tot multinational en zo ontstond in de jaren negentig van de vorige eeuw de Koninklijke VanderHave Groep, die in 1996 zou opgaan in Advanta, die op zijn beurt in 2005 in handen kwam van het Franse Limagrain. De Kapelse vestiging houdt zich alleen nog bezig met veredeling, productie en verwerking van graszaden.

## Overige bezienswaardigheden
- Fruitteeltmuseum
- Memorial 40-45 Kapelle

## Geboren in Kapelle
- Cornelis Lodewijk van der Bilt (1875-1947), ingenieur en auteur
- Jan van der Bilt (1876-1962), astronoom
- Jozias Lepoeter (1880-1941), wiskundeleraar
- Annie M.G. Schmidt (1911-1995), kinderboekenschrijfster
- Huib Eversdijk (1933-2012), politicus
- Piet Bruinooge (1955), politicus
- René Verhulst (1960), politicus
- Jan Kees de Jager (1969), politicus
- Kim Remijnse (1998), voetbalster
- Puck Donker (2000), voetbalster
- Danique Tolhoek (2005), voetbalster

## Afbeeldingen

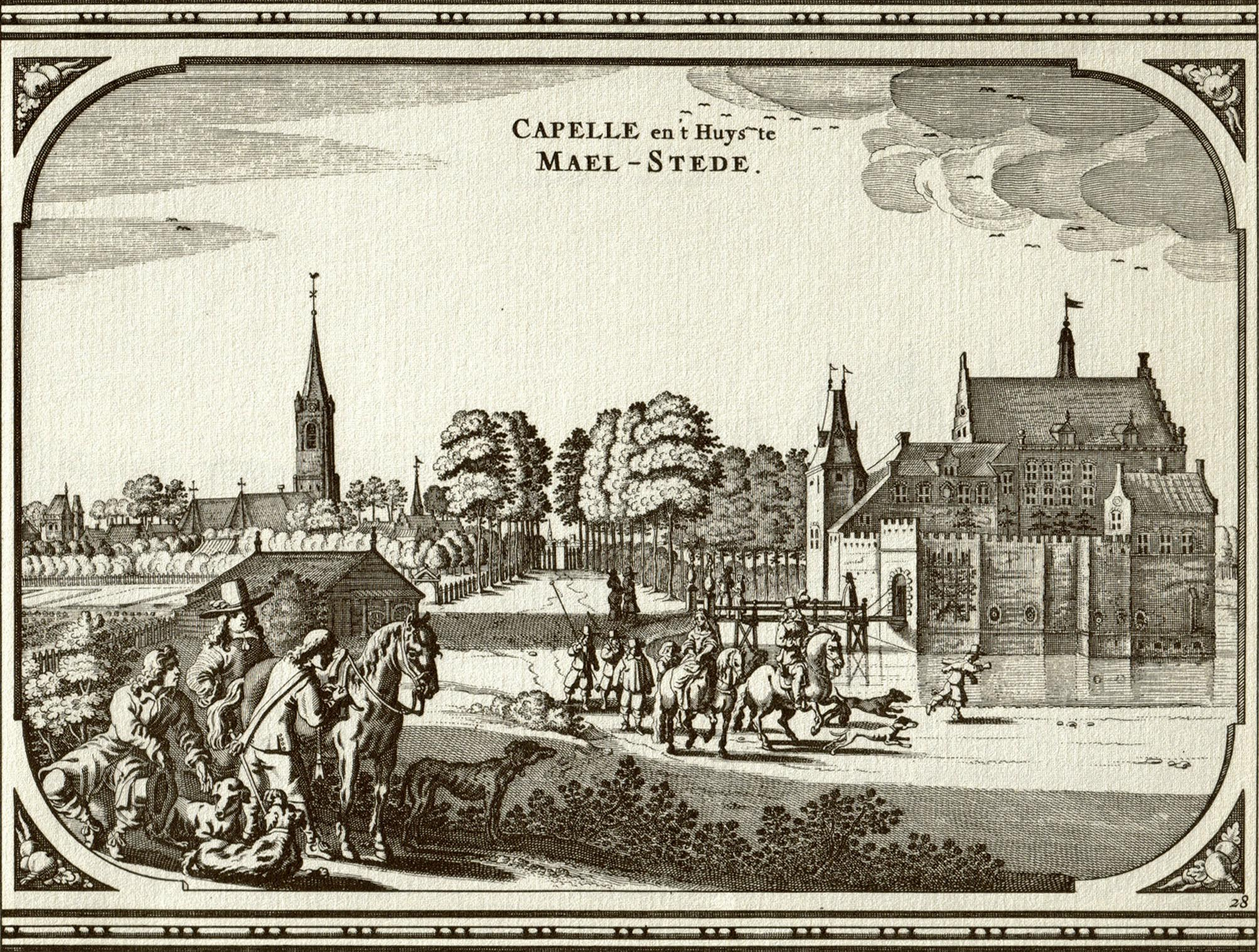
Kapelle, Maalstede vanuit het noordoosten in 1650
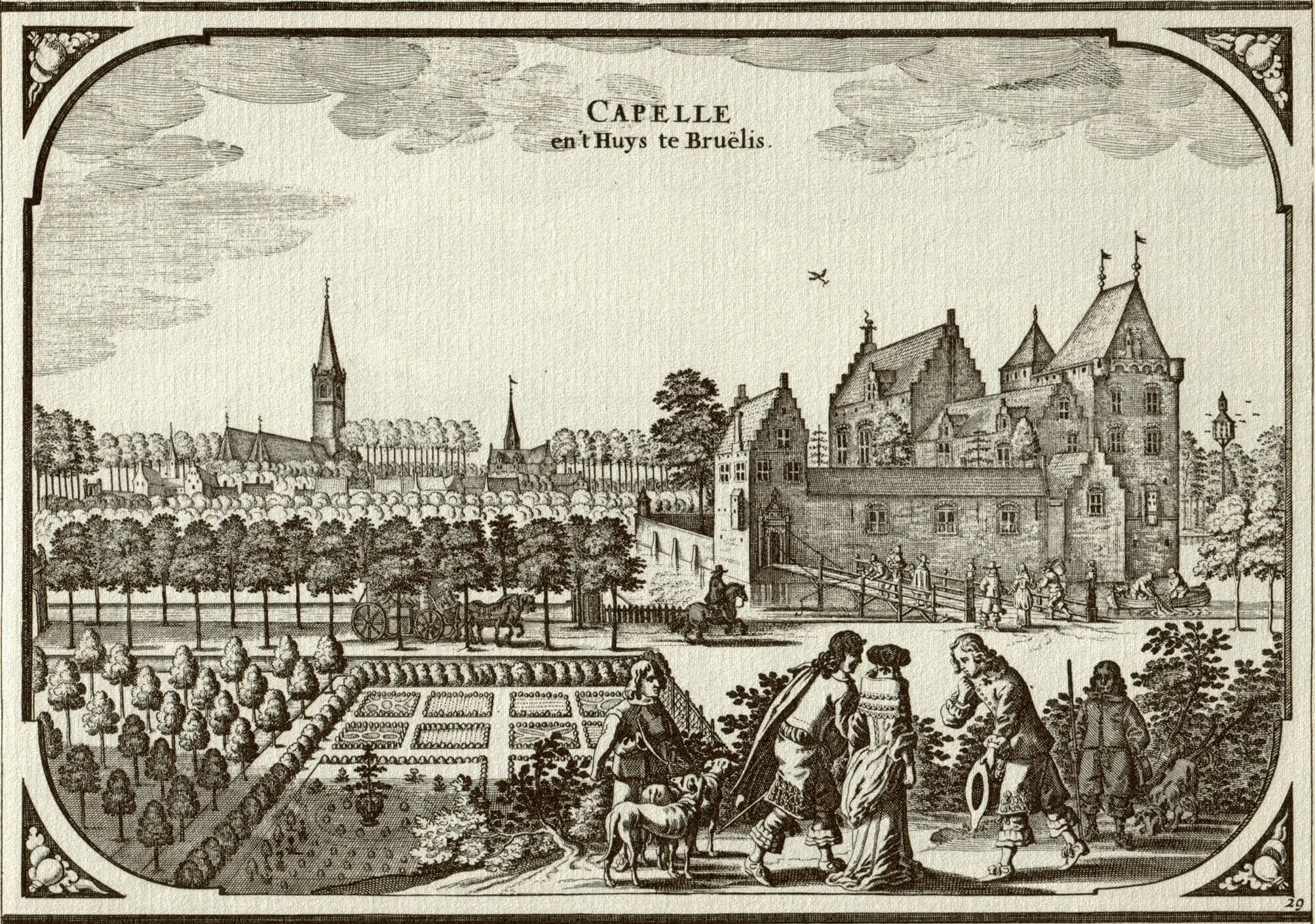
Kapelle, Bruelis vanuit het oosten in 1650
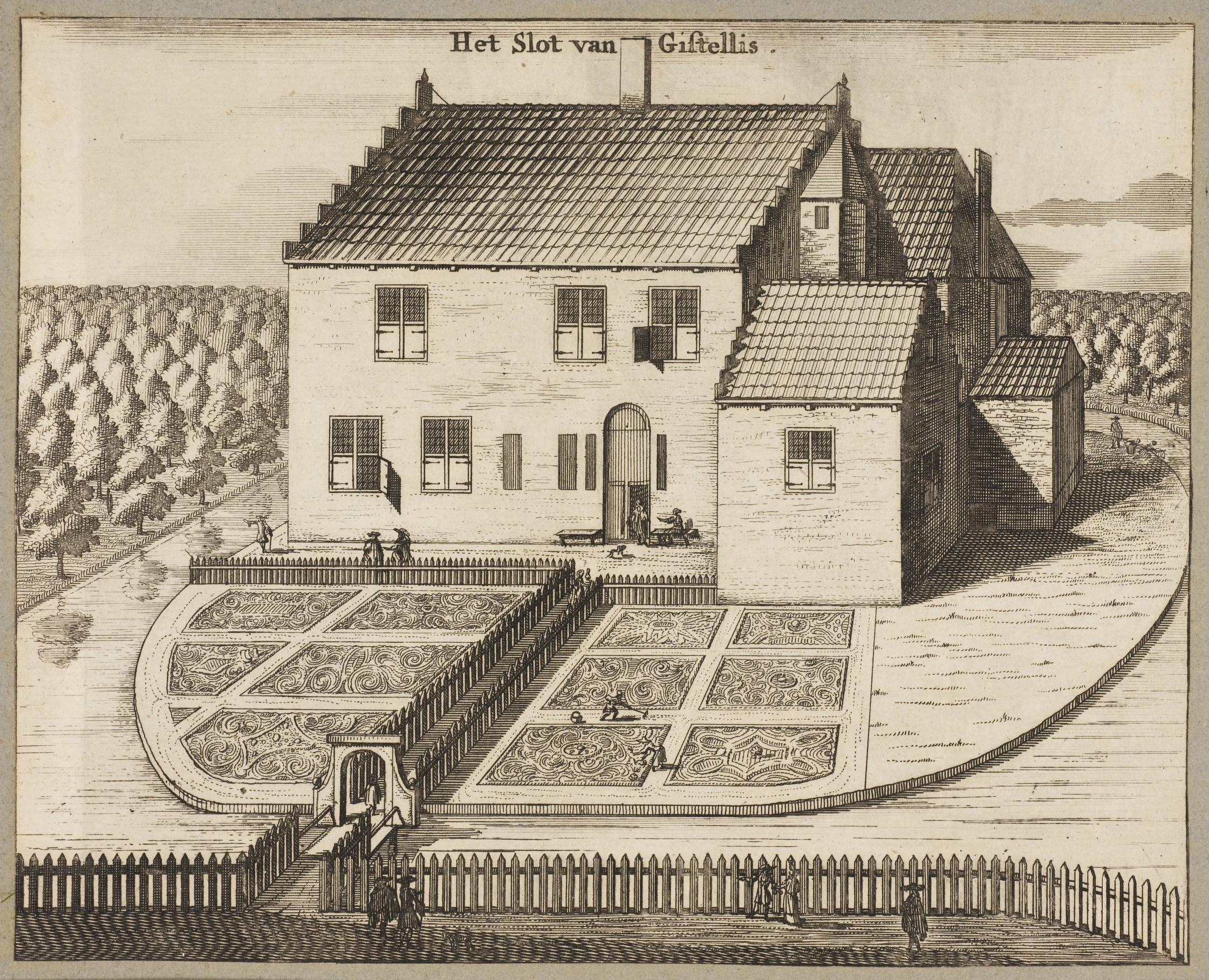
Kapelle, het slot Gistellis in 1696
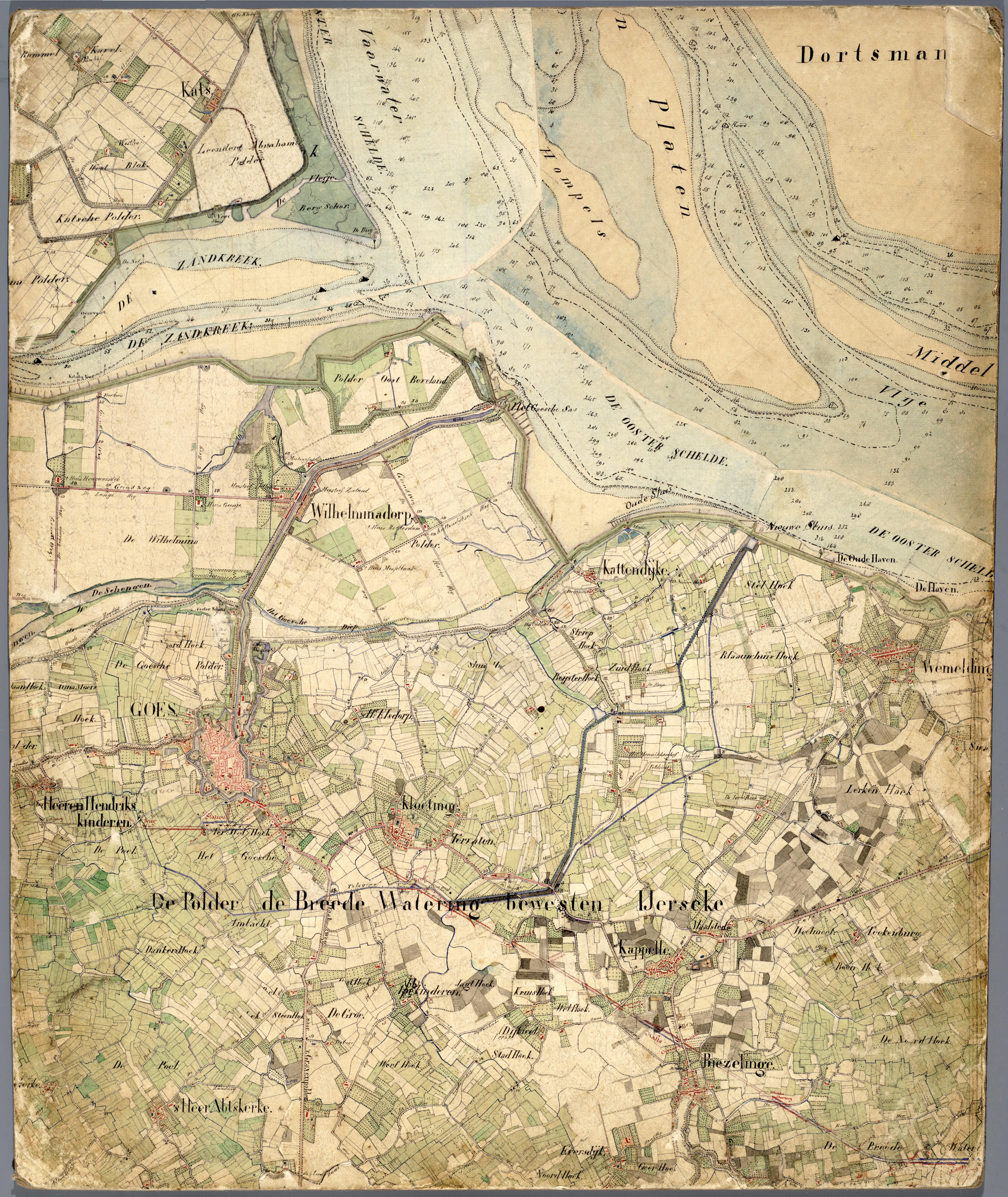
Kapelles omgeving op een veldminuut uit 1857
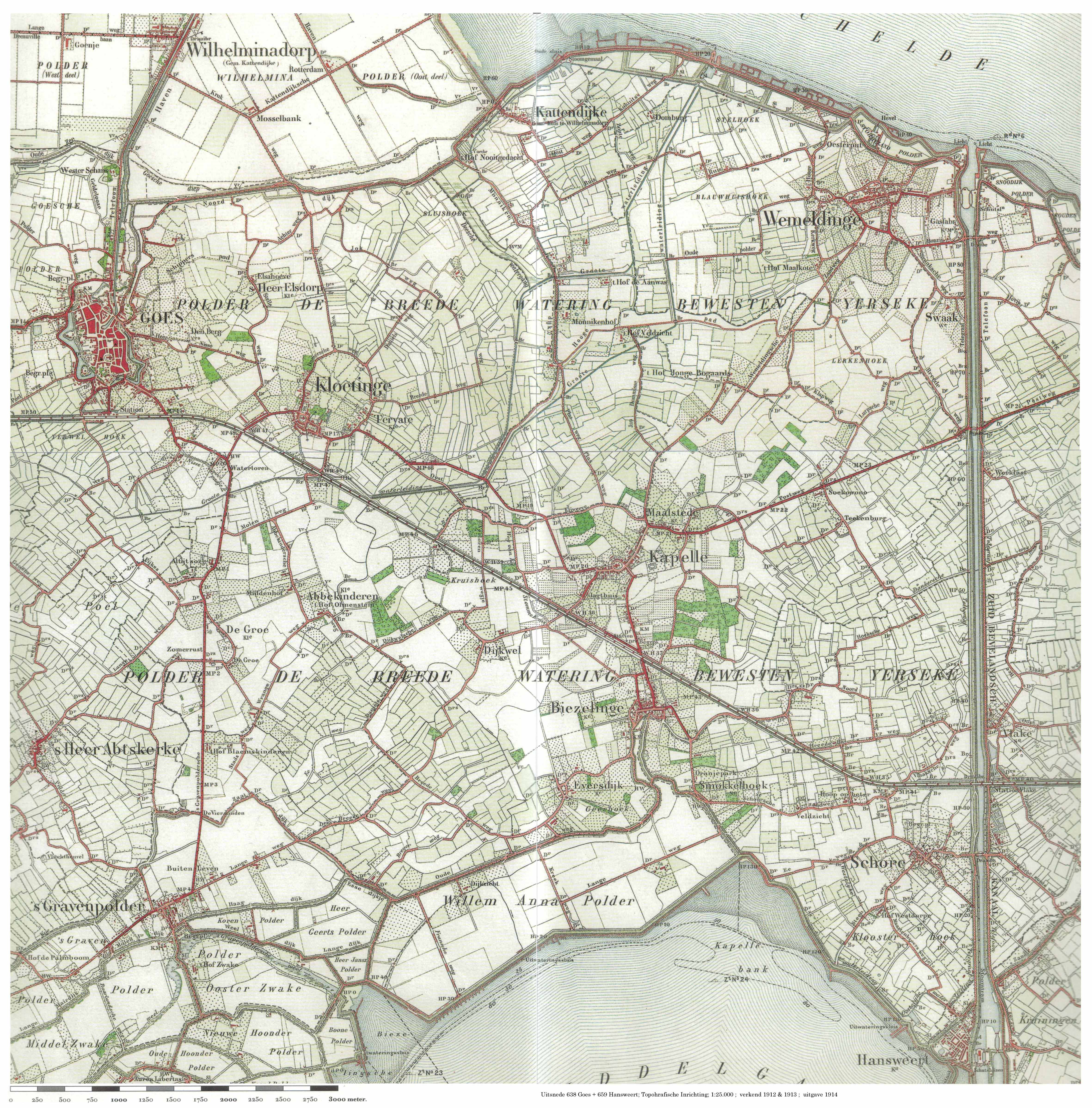
Kapelles omgeving op twee bonnebladen uit 1914
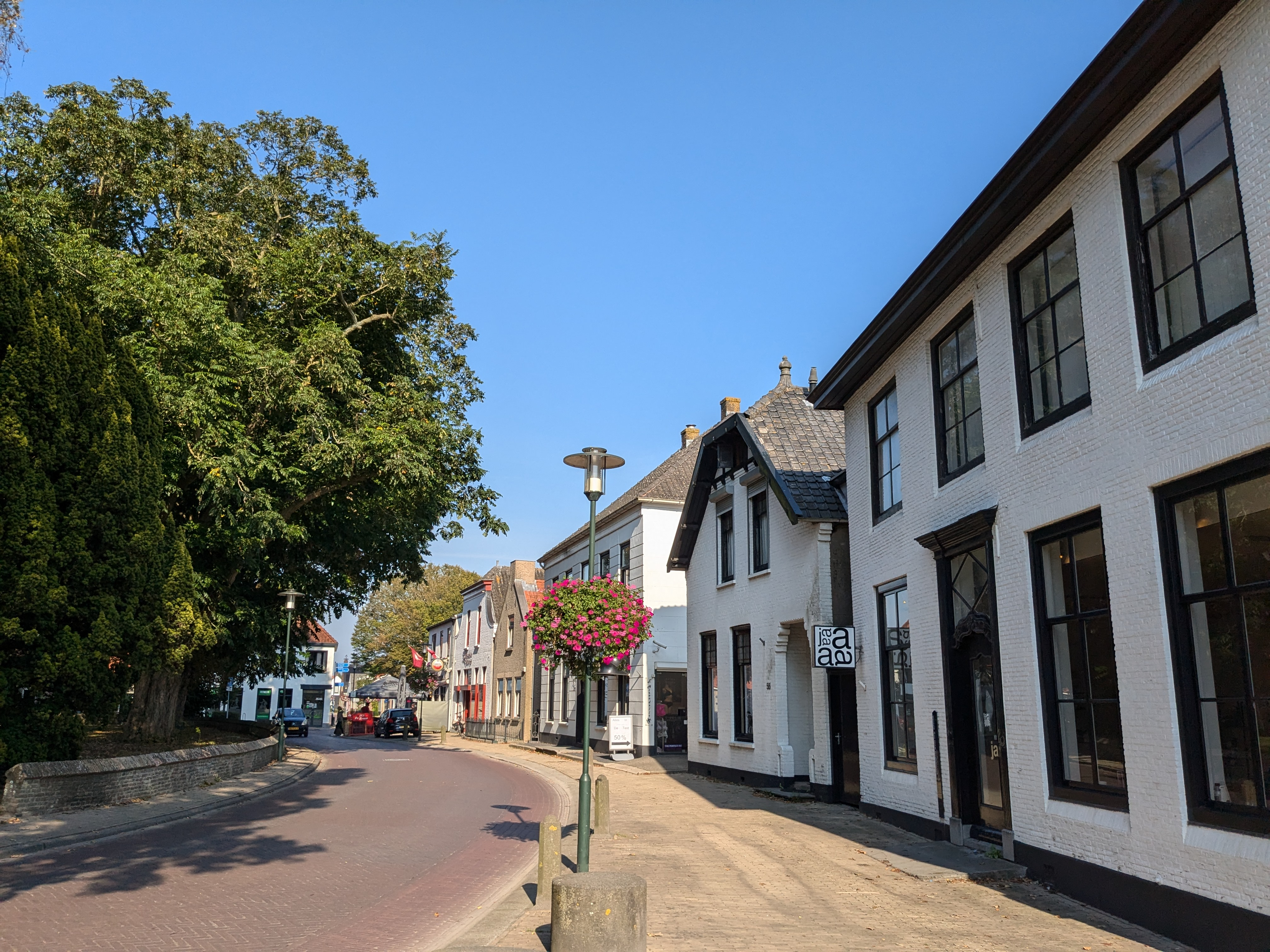
Kapelle, huizen aan het Kerkplein
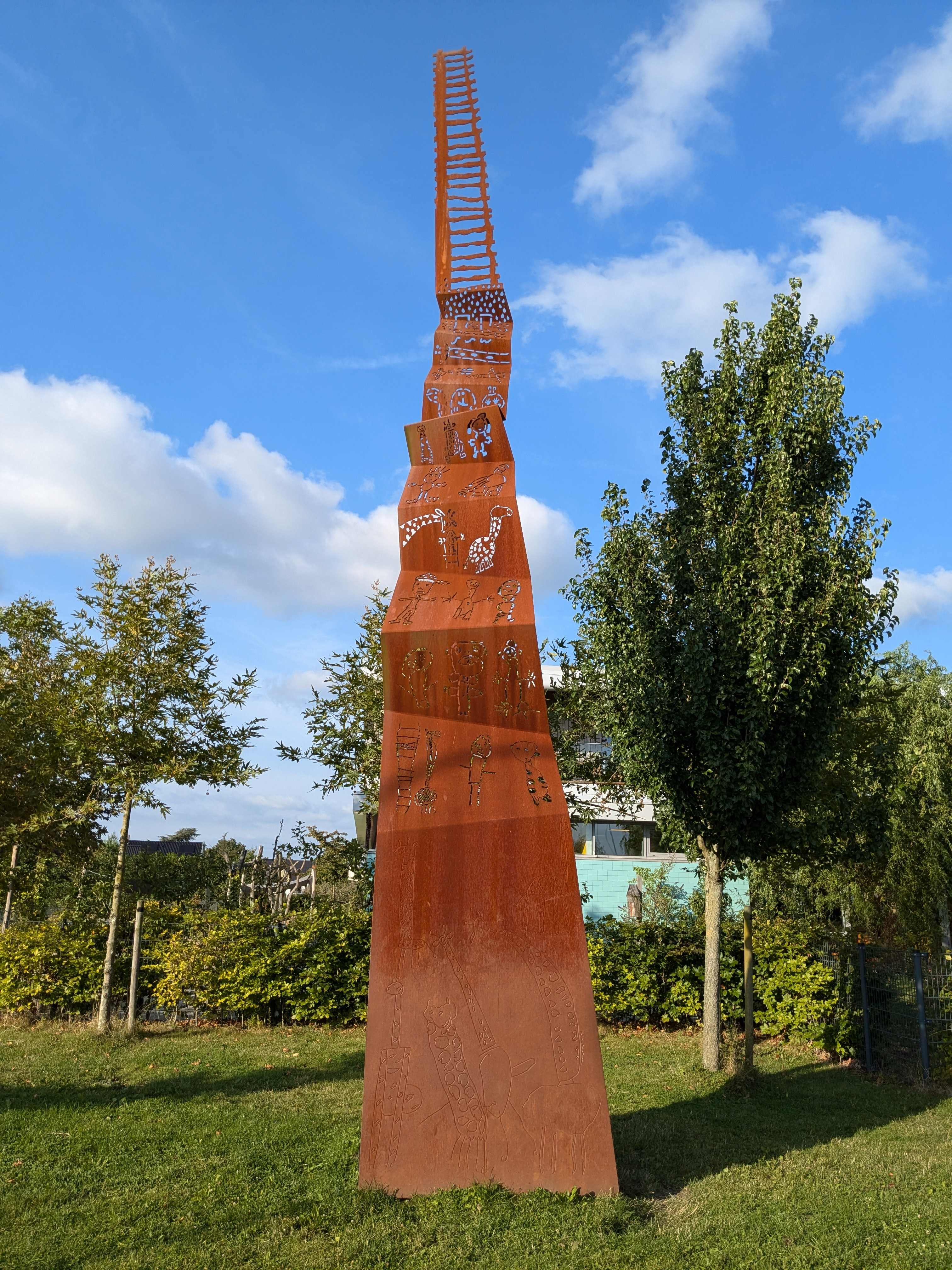
Kapelle, beeld 'Stairway to Heaven' gebaseerd op een gedicht van Annie M.G. Schmidt
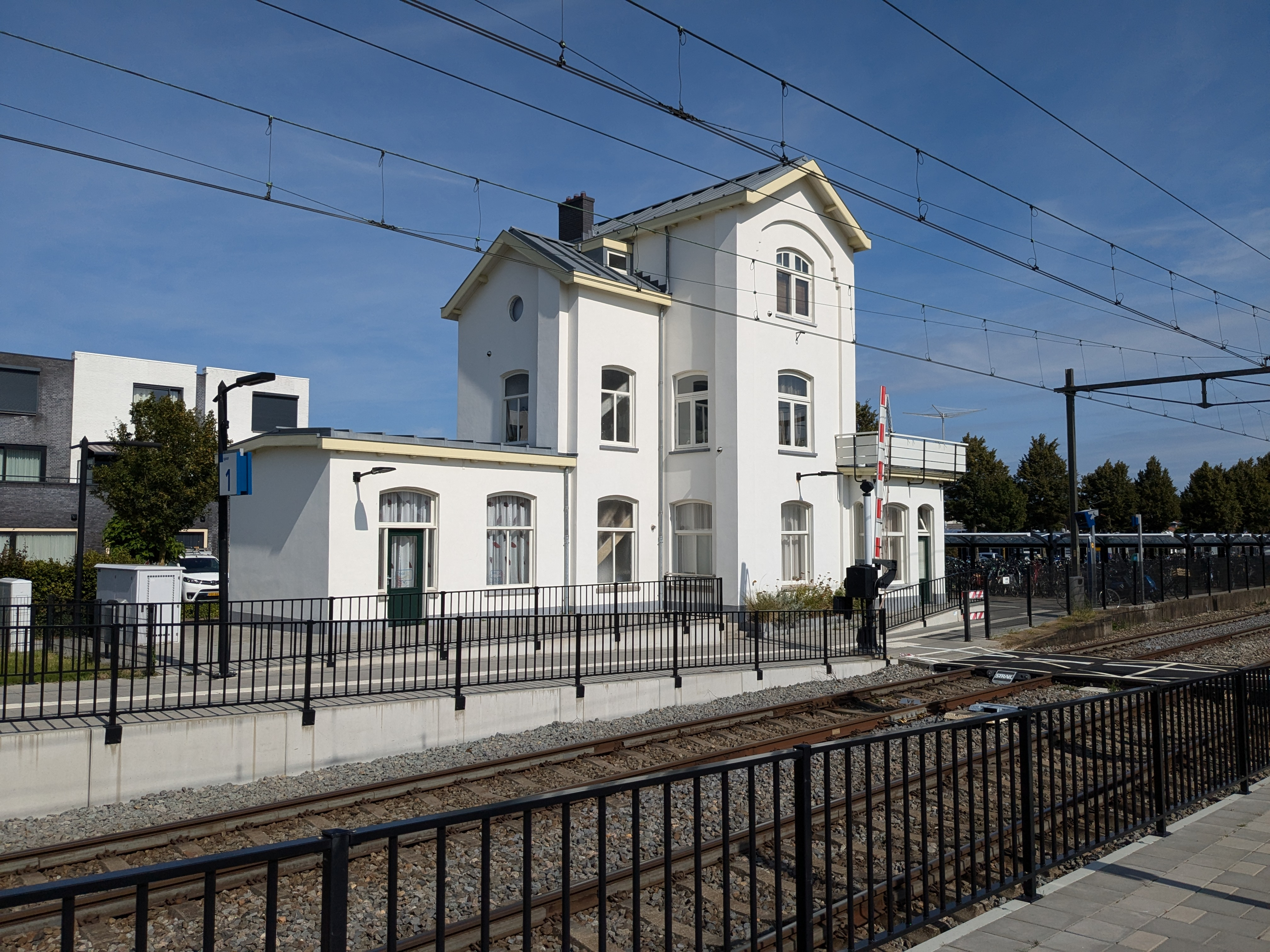
Treinstation Kapelle-Biezelinge
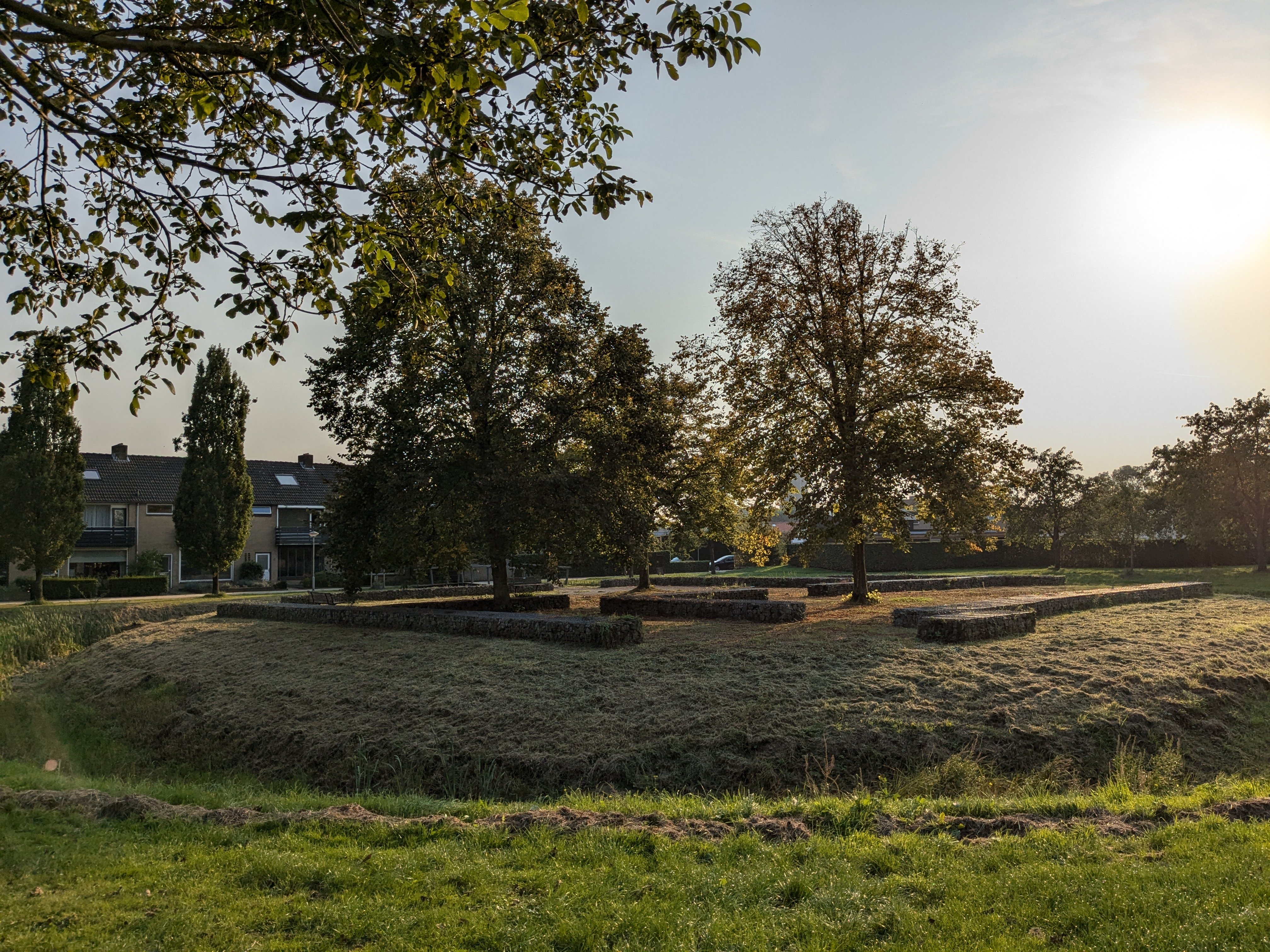
Kapelle, reconstructie van het Maalstede terrein.
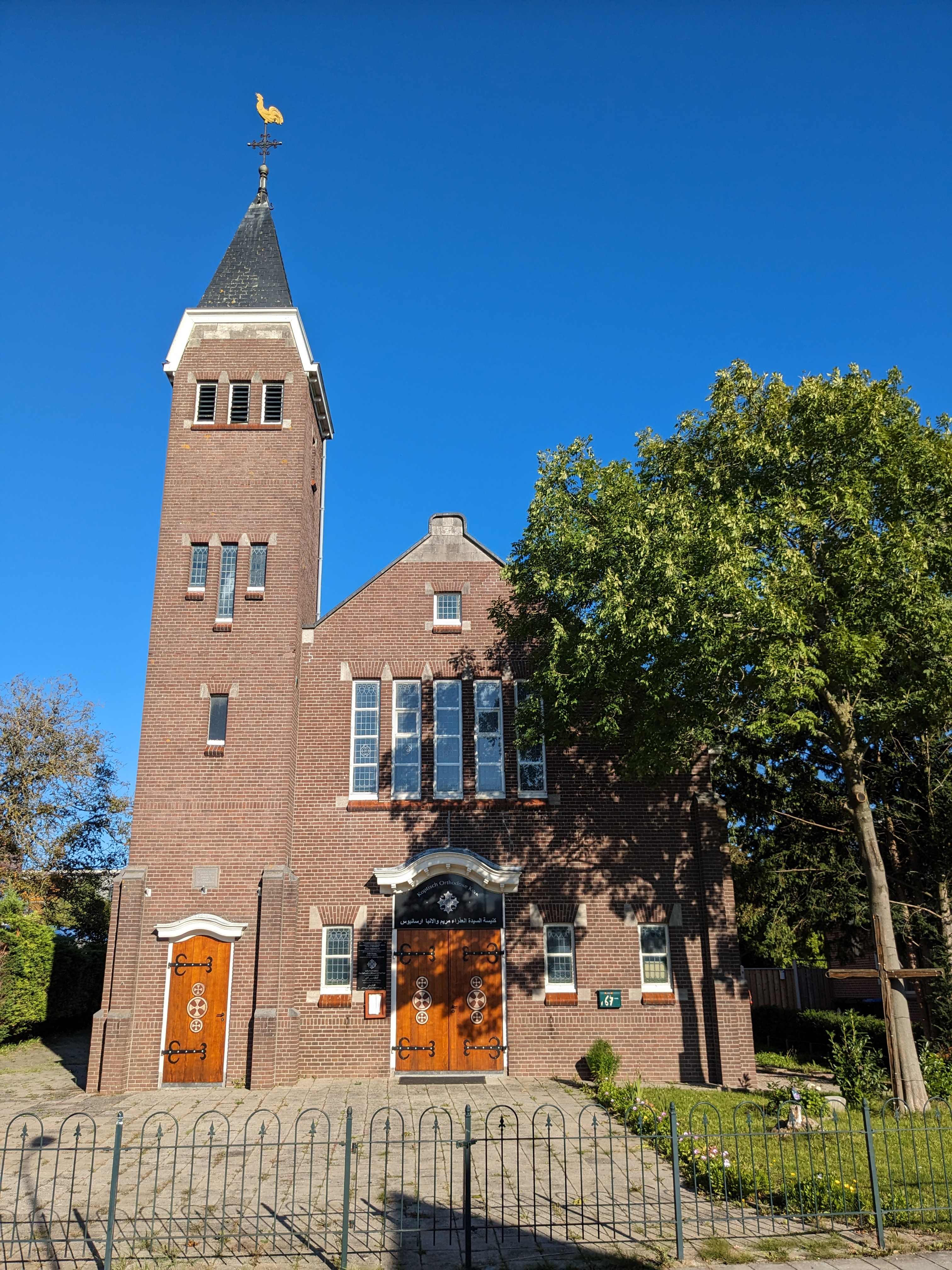
Heilige Maria en St. Arsenius Kerk, Koptische kerk in Kapelle